# قائمة المنظرين العسكريين
- سون وو.
- كارل فون كلاوزفيتس، جنرال بروسي ومؤرخ حربي من مؤلفاته عن الحرب.
- توماس إدوارد لورنس.
- هنري كسنجر، وزير خارجية الولايات المتحدة الأمريكية.
- إرنستو تشي جيفارا.
- إيرفن رومل.
- توخاتشيفسكي
- مياموتو موساشي